# Nosy Be
Nosy Be (Nossi-Bé, Malagasi voor 'groot eiland') is een eiland, district en gemeente van Madagaskar gelegen in het kanaal van Mozambique. Het eiland ligt in het noorden van Madagaskar, aan de westkust. Het vulkanisch eiland heeft een oppervlak van 321 km² en is ongeveer 26 km lang van noord naar zuid, en 20 km van breed van west naar oost. De hoogste punten zijn Mont Lokobe (455 meter boven zeespiegel) en Mont Passot. Ongeveer 30.000 mensen wonen in de hoofdplaats Hell-Ville, waar zich ook de belangrijkste haven van het eiland bevindt.

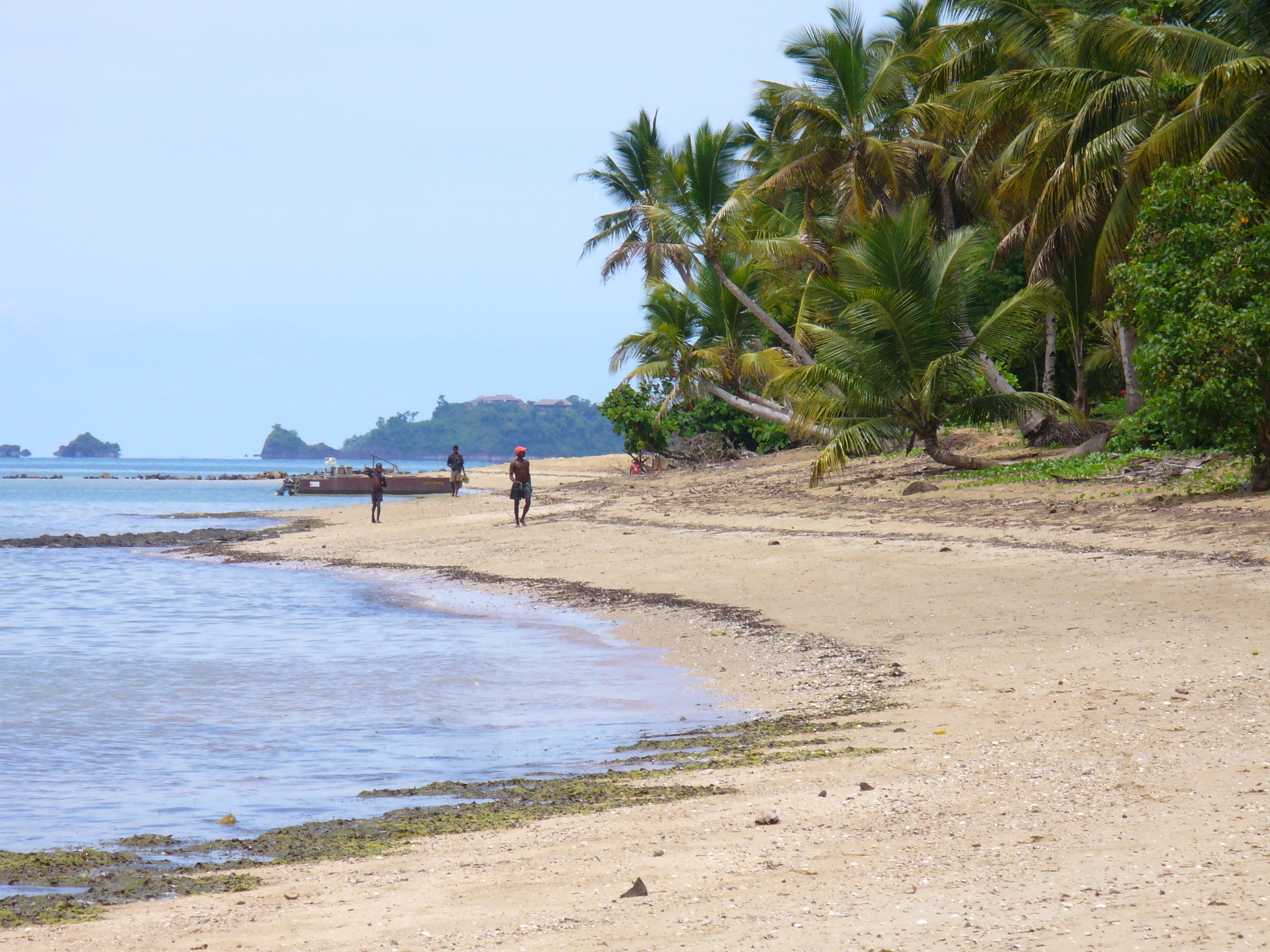
Strand van Nosy Be

Het eiland werd al in 1841, 55 jaar voor de rest van Madagaskar, door de Fransen bezet en gekoloniseerd en vanuit het eiland Mayotte bestuurd. Landbouw is belangrijk voor het eiland, met suikerriet-, indigo-, koffie-, sesam-, rijst-, maïs-, aardappelen- en maniokvelden. Sinds 1920 worden de bloemen van de ylang-ylang er gekweekt. Dit laatste leidde tot de bijnaam eiland van het parfum.
Sinds de onafhankelijkheid van Madagaskar in 1960 werd toerisme belangrijker op het eiland. Hoewel in 2010 en 2011 talrijke hotels geopend werden, blijft de infrastructuur (wegen, drinkwater, waterzuivering) achter. Toch blijft de vraag naar accommodatie groter dan het aanbod.
Rondom Nosy Be liggen onder andere de eilanden Nosy Komba, Nosy Sakatia, Nosy Tanikely en Nosy Vorona. Op Nosy Be liggen verschillende kratermeren, zoals het Amparihibemeer en het Antsidihymeer.

## Geboren
- Hervé Arsène (1963), voetballer
- Ninie Doniah (1966/1967-2023), zangeres en componiste

- Bibliothèque nationale de France: cb11977988q (data)
- Gemeinsame Normdatei: 7583467-4
- Library of Congress Control Number: n91042137
- Nationale Bibliotheek van Israël: 987007565233505171
- Virtual International Authority File: 138511251